# Isotachis olivacea
Isotachis olivacea là một loài rêu trong họ Balantiopsaceae. Loài này được R.M. Schust. mô tả khoa học đầu tiên năm 1997.